# Église du Cœur-Eucharistique-de-Jésus de Paris
L'église du Cœur-Eucharistique-de-Jésus est une église catholique située rue du Lieutenant-Chauré dans le 20e arrondissement de Paris.
Elle est construite en pierre et ciment armé par l'architecte Charles Venner en 1938.

## Historique
Soixante-et-onzième "chantier du Cardinal", l'église du Cœur Eucharistique de Jésus a été construite par l'architecte Charles Venner, entre juillet 1935 et juin 1936 (pose de la première pierre le 28 juillet 1935). Elle servait de chapelle pour un patronage fondé par un vicaire de Notre-Dame de Lourdes, dans ce quartier ouvrier en pleine expansion. Elle a été élevée au rang de paroisse en 1943.

## Architecture Décor
Les vitraux art-déco ont été réalisés en 1939 par Julien Vosch, maître-verrier né à Tilff en Belgique en 1885 et installé en France, à Montreuil-sous-bois, après la guerre.

## voir aussi